# CSP Logitren
CSP Logitren, cuyo nombre legal es Logitren Ferroviaria S.A., es una empresa operadora en el mercado ferroviario español. Su accionista mayoritario (51%) es COSCO, compañía estatal del gobierno de la República Popular China, a través de su filial CSP Spain. Los socios minoritarios son Torrescámara (33,6%) y Ferrocarriles de la Generalidad Valenciana (15%).

## Historia

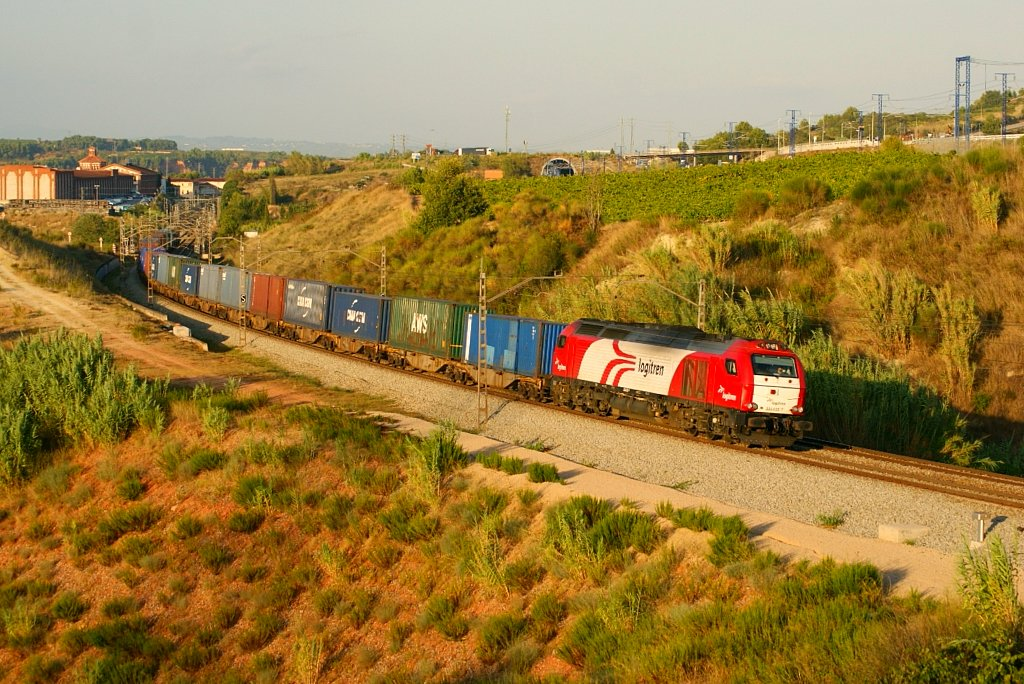
Tren de contenedores de logitren realizando el trayecto Bilbao - Barcelona, traccionado por la 335-028, de la Serie 335.

Perteneció al grupo constructor Torrescámara, que poseía el 68,58%, y la empresa pública Ferrocarriles de la Generalidad Valenciana, con el 31,42%. Ambos socios habían adquirido el 18% que mantenía un tercer socio, Laumar Cargo, relacionado con la naviera MSC, que compró la participación de ACS en 2012.
Al final de 2007, solicita al ministerio de fomento una licencia de operador feroviarrio y la obtuvo el 30 de abril de 2008. 
Tras formar UTE con Renfe Operadora, establece en julio de 2010 un primer servicio regular entre el Puerto de Valencia y Zaragoza - Plaza y en marzo de 2011 inició su segundo servicio entre Silla (Valencia) y Valladolid.  También ha prestado servicio entre Castellón y Bilbao  así como en la relación Bilbao-Barcelona y San Roque-Granollers.

## Parque Motor
Dispone de tres locomotoras de la Serie 335, numeradas 335-025, 335-027 y 335-028, que están alquiladas a la empresa Alpha Trains. Todas las locomotoras están decoradas con la librea de la empresa.
En 2022 anunció la adquisición de dos locomotoras Euro 4001. La primera unidad fue entregada en 2024 y la segunda lo hará en 2025.